# Fantaisie pour piano et orchestre (Fauré)
Pour les articles homonymes, voir Fantaisie pour piano et orchestre.

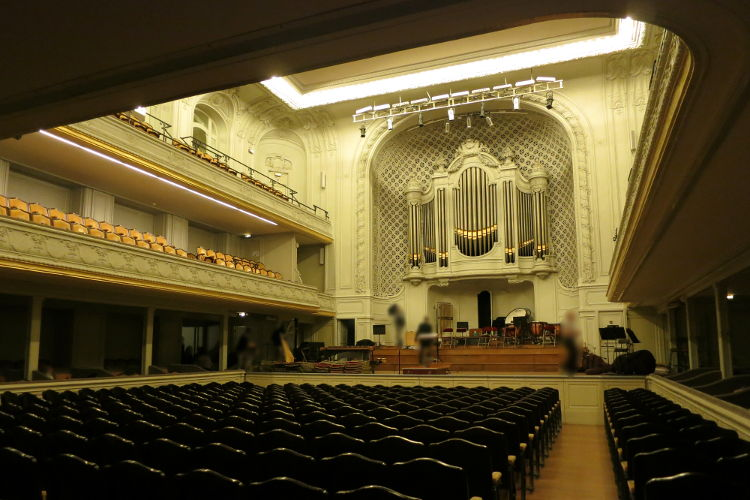
La Salle Gaveau, lieu de la création.

La Fantaisie pour piano et orchestre en sol majeur opus 111 est un concerto pour piano de Gabriel Fauré. Composée à Évian en 1918, elle est créée le 14 mai 1919 à la Salle Gaveau à Paris avec Alfred Cortot au piano, son dédicataire.

## Structure
1. Allegro moderato
2. Allegretto
3. Allegro moderato

- Durée d'exécution: quinze minutes

## Discographie sélective
- L'Orchestre philharmonique de Londres dirigé par Rafael Frühbeck de Burgos et Alicia de Larrocha, piano (Decca)

## Source
- François-René Tranchefort (direction), Guide  de la Musique Symphonique, Paris, Fayard, coll. « Les indispensables de la musique », 1998 (1re éd. 1986), 896 p. (ISBN 2-213-01638-0), p. 260